# Сулейманов, Шариф Сулейманович
Шариф Сулейманович Сулейма́нов (13 октября 1920 года, с. Новый Каинлык — 12 февраля 1994 года, Уфа) — командир истребительно-противотанкового артиллерийского полка, Герой Советского Союза, министр финансов Башкирской АССР (1971—1988). Депутат Верховного Совета Башкирской АССР 4-11 созывов.

## Биография
Шариф Сулейманович Сулейманов родился 13 октября 1920 года в селе Новый Каинлык ныне Краснокамского района Башкирии. Башкир. Член КПСС с 1942 года.
До призыва в армию Шариф Сулейманович работал инспектором финансового отдела исполкома Чекмагушевского Совета депутатов трудящихся. В Красную Армию призван в 1938 году Краснокамским райвоенкоматом Башкирской АССР. С 1941 года воевал на фронте.
Командир 1-й батареи 1959-го истребительно-противотанкового артиллерийского полка (41-я отдельная истребительно-противотанковая артиллерийская бригада, 65-я армия, Белорусский фронт) капитан Ш. С. Сулейманов отличился в боях с немецко-фашистскими захватчиками 18—19 ноября 1943 года за деревню Короватичи Гомельской области.
Звание Героя Советского Союза Ш. С. Сулейманову присвоено 24 декабря 1943 года.
С 1945 года майор Ш. С. Сулейманов в запасе.
После войны в 1949 году Шариф Сулейманович окончил Высшие финансовые курсы Минфина СССР, Всесоюзный юридический институт.
В 1952—1953 годах Сулейманов работал заведующим Уфимским горфинотделом, с 1954 года — председателем Дюртюлинского райисполкома, с 1956-го по 1964 годы — первым секретарём Кушнаренковского райкома КПСС, с 1964 по 1971 годы был председателем Чекмагушевского райисполкома и первым секретарём райкома КПСС того же района. В 1971—1988 годах Шариф Сулейманов был министром финансов Башкирской АССР.
Сулейманов избирался депутатом Верховного Совета Башкирской АССР. До конца жизни он работал председателем республиканского Детского фонда.
Скончался 12 февраля 1994 года. Похоронен на мусульманском кладбище в Уфе.

## Подвиг
«…Батарея тов. Сулейманова занимала оборону в д. Короватичи 18 ноября сего года. В этот день немцы предприняли контратаку против наших частей с целью захвата деревни и овладения важными коммуникациями, связывающими г. Речица и г. Калинковичи. Тов. Сулейманов прямой наводкой с открытых огневых позиций расстреливал немцев и не давал им продвигаться вперёд.
19 ноября немцы предприняли 8 танковых контратак, следовавших одна за другой. Весь удар танков и пехоты приняла на себя батарея тов. Сулейманова. Немцы начали окружать батарею с целью её уничтожить. Тов. Сулейманов призвал личный состав бороться и умереть за Родину, но врага не пропустить. Орудия прямой наводкой расстреливали немецкие танки. Ожесточённый бой длился целый день и закончился победой батареи. В бою батарея подбила 5 танков типа Т-4, одну самоходную пушку „фердинанд“ и уничтожила более роты солдат и офицеров противника. В этом бою тов. Сулейманов проявил геройство и бесстрашие, сам лично руководил боем, находясь на огневой позиции. Во имя победы д. Короватичи была удержана в наших руках, что дало возможность подбросить силы и отбросить противника на запад…».

## Награды
Награждён двумя орденами Ленина, орденами Октябрьской Революции, Красного Знамени, Богдана Хмельницкого II степени, двумя орденами Отечественной войны I степени, орденом Отечественной войны II степени, орденами Красной Звезды, «Знак Почёта», медалями.

## Память
На доме в Уфе, где жил Ш. С. Сулейманов, установлена мемориальная доска.
В Уфимском финансово-экономическом колледже учреждены две стипендии имени Шарифа Сулеймановича Сулейманова.
При жизни Сулейманова в его родной деревне был открыт дом-музей. Шариф Сулейманов посадил перед музеем голубые ели, подарил музею памятные экспонаты.

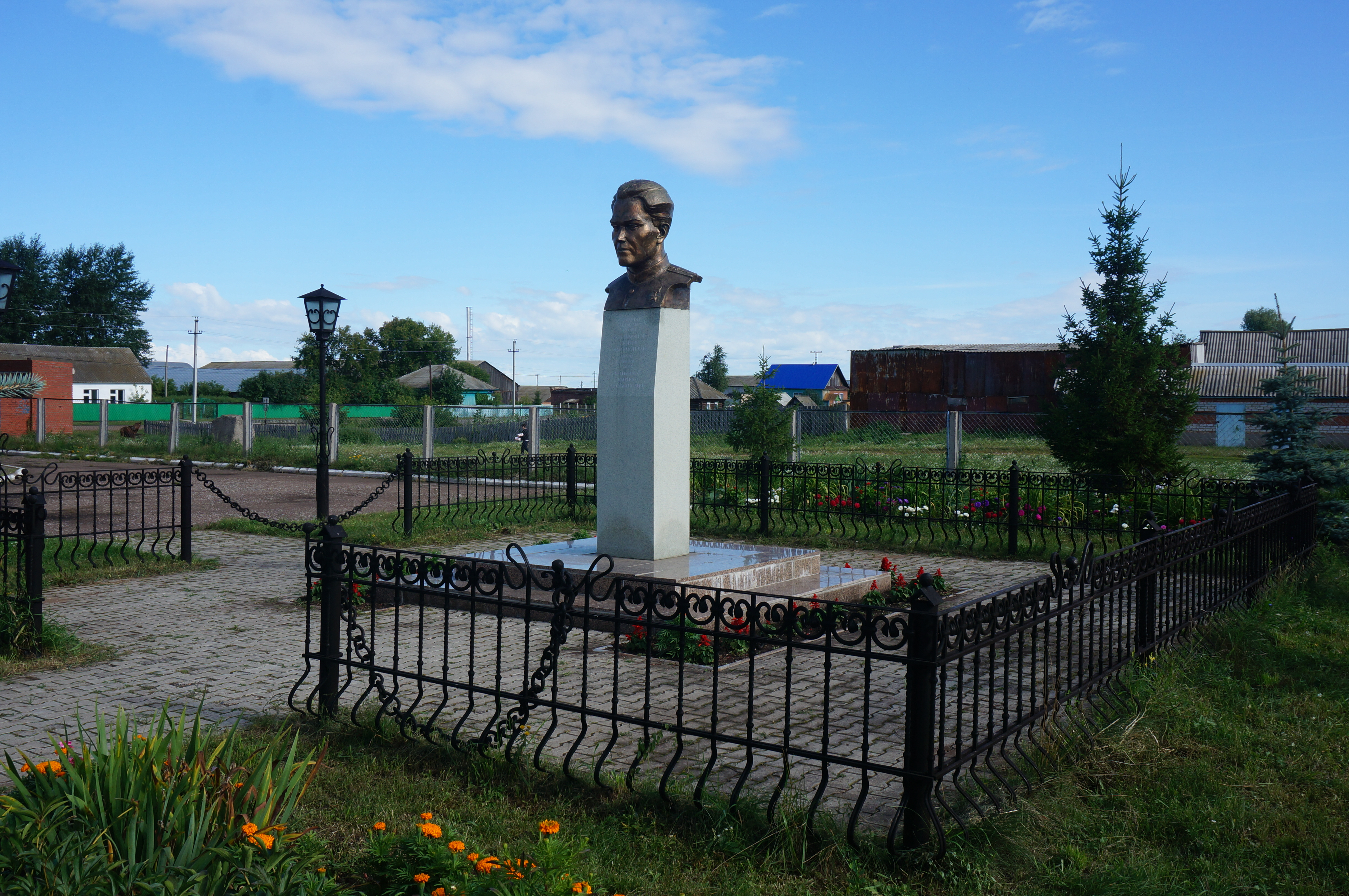
Памятник герою в родной деревне

В 2002 году в селе Новый Каинлык был открыт памятник герою.
Памятник Сулейманову открыт в 2005 году на площади у дворца культуры села Николо-Березовка — райцентра Краснокамского района.
В конце декабря 2022 года Центру образования № 26 ГО г. Уфа было присвоено имя Героя Советского Союза Сулейманова Шарифа Сулеймановича